# 생각쟁이
《생각쟁이》는 웅진씽크빅에서 발행하는 주니어 월간지이다. 1998년 12월 창간했으며 당초 웅진시스템에서 발행했지만 이 회사가 2000년 10월 웅진식품에 흡수합병되자 같은 해 11월호부터 웅진식품으로 발행사가 변경됐고 다음 해 11월호부터 웅진씽크빅(당시 웅진닷컴)이 판권을 인수했다.
그 뒤, 웅진씽크빅이 잡지사업부문을 축소하는 과정에서 2005년 10월호부터 미래교육사업본부로 흡수됐다가 2011년 8월호부터 웅진씽크빅이 직접 발행했고  2015년 12월, 통권 205호를 끝으로 폐간했다.
제호 '생각쟁이'는 '생각'과 '쟁이'의 합성어로, '21세기의 위인은 생각하는 쟁이'라는 뜻을 담고 있다. 대한민국 어린이 잡지 최초로 '인물'을 중심으로 하는 잡지로 시작했으며, 10여 년의 역사를 거치는 가운데, 어린이 시사 교양 잡지로 영역을 확대하고 있다. 주 독자층은 초등학생 및 중학생(초등학교 3~4학년 중심)이다.
최근에는 사회탐구 영역-역사, 시사, 진로 등을 주로 다루고 있다.